# Ludwik VIII, landgraf Hesji-Darmstadt
Ludwik VIII z Hesji Darmstadt (ur. 5 kwietnia 1691 w Darmstadt, zm. 17 października 1768 tamże) – landgraf Hesji-Darmstadt w latach 1739–1768.

## Życiorys
Jego ojcem był Ernest Ludwik, landgraf Hesji-Darmstadt (1667–1739, panował w latach 1678–1739), matką zaś margrabina Dorothea Charlotte von Brandenburg-Ansbach.

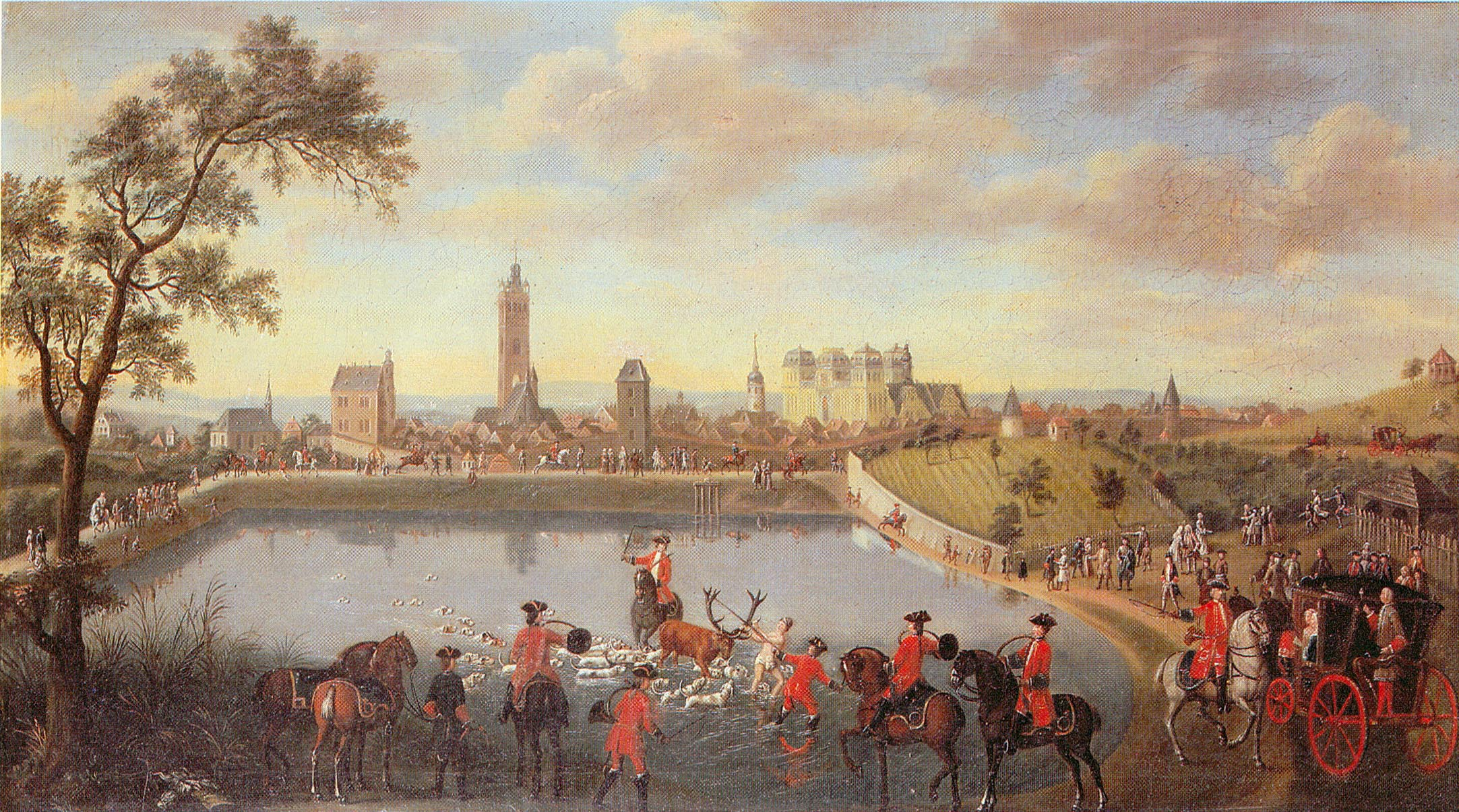
Obraz Georga Adama Egera (1727–1808) z ok. 1755 przedstawiający polowanie na jelenia

Z powodu swej namiętnej pasji do polowań znany był jako „polujący landgraf” (Jagdlandgraf). Wiele czasu spędzał w XVI-wiecznym pałacyku myśliwskim w Kranichstein. Miał tam pokaźny zbiór książek z interesującej go dziedziny. Dzięki swojemu poczuciu humoru i swobodnemu obejściu był lubiany przez poddanych, a także towarzyszy polowań. Mniej zadowoleni byli właściciele ziem blisko lasów landgrafa, ponieważ psy i konie wyrządzały szkody.
Sceny z polowań, które można dziś podziwiać w pałacu Kranichstein utrwalali malarze niemieccy: Georg Adam Eger (w latach 1748–1768 zatrudniony przez landgrafa) i Johann Georg Stockmar (od roku 1742 w Darmstadt, zmarły w 1759).

## Polityka
Ludwik VIII był politycznym sprzymierzeńcem Habsburgów i cesarzowej Marii Teresy. W 1765 spotkał się z Józefem II spieszącym na koronację do Frankfurtu. Landgrafa niepokoił wzrost potęgi Królestwa Prus. Tymczasem w 1768 jego syn Ludwik IX (1719–1790) zmienił orientację polityczną (już po śmierci ojca) i poparł Prusy.

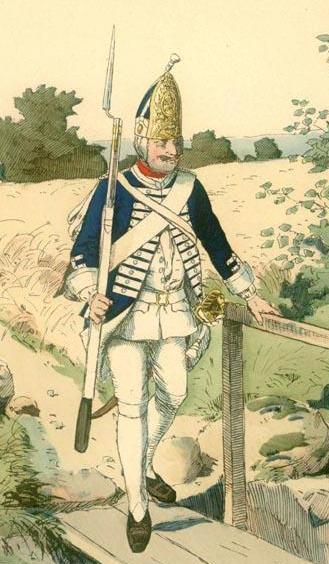
Grenadier pułku Hesji-Darmstadt w 1752

## Rodzina

Flaga pułku Hesji-Darmstadt w czasie wojny siedmioletniej (1756–1763)

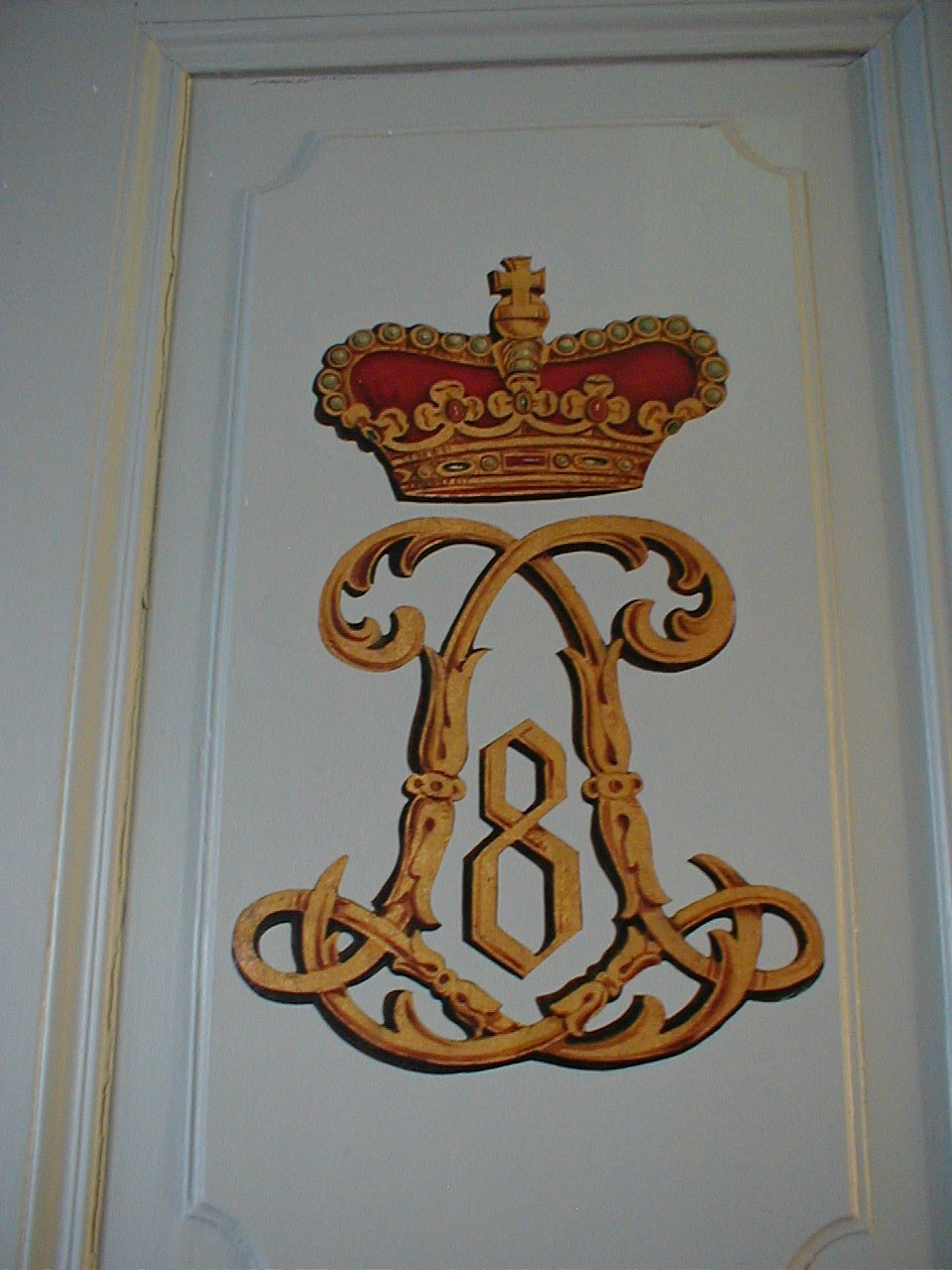
Monogram władcy w zamku Kranichstein

5 kwietnia 1717 w Philippsruhe, Ludwik poślubił hrabiankę Charlotte von Hanau-Lichtenberg (1700–1726), z którą miał sześcioro dzieci:
- Ludwik IX (1719–1790), landgraf Hesji-Darmstadt

∞ 1741 Karoline von Zweibrücken-Birkenfeld (1721–1774)
∞ 1775 Marie Adélaïde Cheirouze, hrabina von Lemberg
- Charlotte Wilhelmine Friederike (1720–1721)
- Jerzy Wilhelm (1722–1782)

∞ 1748 Luise zu Leiningen-Dagsburg (1729–1818), córka hrabiego Christiana von Leiningen
- Karoline Luise (1723–1783)

∞ 1751 Karol Fryderyk, margrabia Badenii (1728–1811)
- Louise (1725–1742)
- Johann Friedrich Karl (1726–1746)